# Musical-Theater
Ein Musical-Theater ist ein Gebäude, in dem Musicals aufgeführt werden. Im Unterschied zum Repertoiresystem der deutschsprachigen Stadttheater haben die Musical-Theater einen En-suite-Spielbetrieb. Normalerweise sind es also keine „Häuser“ mit eigenem Ensemble und fest verpflichtetem künstlerischen Personal, sondern es sind über die einzelnen Produktionen hinaus bloß verwaltete Gebäude, so wie die kommerziellen Theater am New Yorker Broadway oder im Londoner West End. 

## Bauweisen
Manche der auf Musicals spezialisierten Theater sind traditionelle Theatergebäude wie das Wiener Raimundtheater, das bis 2006 zeitweise auf Musical spezialisierte Theater an der Wien, das Ronacher, das Berliner Theater des Westens oder das Hamburger Operettenhaus. Seit der Musicalwelle der 1980er-Jahre wurden einige Hallen für Theaterproduktionen neu gebaut wie die Starlighthalle (1988) in Bochum, die beiden Theater im SI-Centrum Stuttgart (1994), das Theater im Hafen Hamburg (1994). Wieder andere Spielorte sind zu Musical-Theatern umgebaut worden, wie beispielsweise das Colosseum Theater Essen (1996), eine ehemalige Fabrikhalle der Firma Krupp, oder das Werk 7-Theater in Münchner Werksviertel, wo eine ehemalige Lagerhalle für Kartoffeln zu einem Musical-Theater umgebaut wurde. Neben reinen Musical-Theatern existieren auch Mehrzweckspielstätten wie das Mehr!-Theater am Großmarkt in Hamburg, die zum Großteil Musicals zeigen. Außerdem wurden einige Musical-Theater wiederum zu derartigen Mehrzweckspielstätten umgewandelt, zum Beispiel das Musical Theater Bremen und das Colosseum Theater in Essen.
Einige dieser Theater wurden für ein bestimmtes Musical gebaut oder umgenutzt wie die Starlighthalle für Starlight Express, das Rhein-Main-Theater in Niedernhausen für Sunset Boulevard oder das Festspielhaus Neuschwanstein für Ludwig II. – Sehnsucht nach dem Paradies. Während die ersten Musicals in Deutschland bis zu 15 Jahre und länger in ihrem Theater liefen, erhöhte sich die Frequenz, mit der die Stücke wechselten, seit dem Abflauen der Musicalwelle gegen das Jahr 2000.

## Deutschland

### Theater-Neubauten
- Starlight Express Theater Bochum, 1988
- Neue Flora Hamburg, 1990
- Apollo Theater Stuttgart, 1994
- Theater im Hafen Hamburg, 1994
- Theater am Marientor Duisburg, 1996
- Musical Dome Köln, 1996
- Palladium Theater Stuttgart, 1997
- Metropol Theater Bremen, 1999
- Theater am Potsdamer Platz Berlin, 1999
- Metronom Theater Oberhausen, 1999
- Theater an der Elbe Hamburg, 2014

### Theater-Neubauten in Bestandsimmobilie integriert
- Capitol Theater Düsseldorf, 1994
- Colosseum Theater Essen, 1996
- Mehr!-Theater am Großmarkt Hamburg, 2015
- Werk 7-Theater München, 2017

### Nutzung bereits bestehender Theater
- Theater des Westens Berlin
- Admiralspalast Berlin
- Operettenhaus Hamburg
- Deutsches Theater München

## Schweiz
- Musical-Theater, Basel[2][3]
- Theater 11, Zürich
- MAAG Halle, Zürich
- Walensee-Bühne, Walenstadt
- Thunerseespiele, Thun